# Роман, Вальтер
Вальтер Роман (рум. Valter (Walter) Roman, настоящее имя — Эрнё Нойландер (венг. Ernő Neuländer), 7 октября 1913, Надьварад, Австро-Венгрия — 11 ноября 1983, Бухарест, Социалистическая Республика Румыния) — румынский коммунист еврейского происхождения, деятель международного революционного движения (принимал активное участие в работе Коминтерна, а также коммунистических партий в Румынии, Чехословакии, Франции и Испании), участник гражданской войны в Испании, генерал-майор румынской армии, начальник Управления образования, культуры и пропаганды румынской армии (1946—1947), начальник Главного политического управления армии Румынской Народной Республики (1947—1951), министр почт и телекоммуникаций Румынской Народной Республики (1951—1953), директор политического издательского дома в социалистической Румынии (1954—1983). Отец Петре Романа, первого премьер-министра посткомунистической Румынии.

## Семья и исследования
Имя при рождении Эрнё (Эрнест) Нойландер. Родился в Австро-Венгрии, в городе Надьварад, в еврейской хасидской семье. Его отец был клерком в банке. После учебы в германском техническом университете в Брно в Чехословакии Вальтер Роман стал инженером.

## Политическая карьера
По имеющимся данным, в 1931 году был завербован деятелем Коминтерна Николае Гольдбергером, который помог выехать в СССР через Чехословакию.
С 1936 года под именем Вальтер Роман был добровольцем в интернациональных бригадах республиканских сил во время гражданской войны в Испании, где он имел звание майора и был командиром артиллерийского батальона 11-й бригады «Venceremos». Воевал вместе с Михаем Флореску и Михаем Патричу.
В Испании Вальтер Роман женился на испанской коммунистке Хортензии Вальехо. Во время войны он получил лёгкое ранение. Года, проведённые в Испании, отражены в автобиографической книге «Под небом Испании. Рыцари надежды».
После того, как испанская республика потерпела поражение в 1939 году, Вальтер Роман бежал во Францию, а затем вернулся в СССР. Там он жил некоторое время, вещал на румынском отделении на радио Москвы, где он работал вместе с Анной Паукер, Леонте Рауту и Иосифом Кишинёвским.
Тогда как Анна Паукер вернулась в Румынию вместе с советской Красной Армией, Вальтер Роман вернулся в Румынию в звании подполковника Красной Армии, будучи замполитом 2-й добровольческой румынской пехотной дивизии под командованием генерала Михая Ласкара, сформированной в апреле 1945 года из румынских военнопленных, которые решили сдаться. В 1945 году был награждён советским орденом «Красной Звезды». В том же году, при советской оккупации, ему было присвоено звание генерал-майора румынской армии.
Через год, в 1946 году, Вальтер Роман был назначен начальником Управления образования, культуры и пропаганды румынской армии, а с 1947 по 1951 год занимал должность начальника Главного политического управления армии Румынской Народной Республики.
В 1951 году стал членом Румынской коммунистической партии и занял пост министра почт и телекоммуникаций, который занимал до января 1953 года, когда был снят во время чистки «группы Паукер-Лука-Георгеску».
С 1954 года вплоть до своей смерти был директором политического издательского дома, но, по его словам, это была «обочина» режима.
Советский историк Исламов Т. М. опубликовал документы, свидетельствующие о том, что Вальтер Роман буквально «умолял» членов Комиссии Литвинова об одобренным державами-победительницами, Советским Союзом, Соединенными Штатами Америки и Великобританией, создания независимого государства Трансильвании. Сын Вальтер, советский историк Петр Роман отрицает слова своего отца, говоря, о поддержке того, чтобы Трансильвания оставалась румынской провинцией.
Последние документы показывают, что Вальтер Роман был направлен в Венгерскую Народную Республику в составе подразделения КГБ, которое было должно арестовать правительство Имре Надя после венгерской революции 1956 года в Будапеште. После того, как члены правительства Надя были задержаны в Румынии в комплексе вилл в Кэлимэнешти в уезде Вылча, они были доставлены в Бухарест и помещены комплекс вилл на берегу озера Снагов, принадлежавших немецкой военной миссии в Румынии в период 1940—1944 годы. Через два года Имре Надь был переведён в Венгрию и подвергнут суду в 1958 году, приговорён к смерти и казнён в Будапеште новым просоветским руководством социалистической Венгрии.

## Избранные произведения
- Советская война. Направление основных ударов, 1946
- Теория войны , 1948
- Современная война 1948
- Современные военные вопросы , 1949
- Перспективы современной физики и использования атомной энергии, 1954
- Наука и социализм, 1958
- Наука и технологии в эпоху перехода от капитализма к обществу коммунизма, 1962
- Промышленная революция в развитии общества, 1965
- Научно-техническая революция и её последствия для современных социальных и политических событий, 1968
- Очерки по научно-технической революции, 1970
- XX век: Век Великой революции, восхваление коммунистической революции в СССР, 1970
- Страницы прошлого, воспоминания, 1971
- Под небом Испании. Рыцари надежды. : Воспоминания, 1972

## Награды
- 1945 — орден «Красной Звезды»;
- 1963 — Орден Труда (Румыния) I степени.[6]

## Комментарии
1. 1 2  Ныне Орадя, Румыния.
2. ↑  В настоящее время виллы находятся в распоряжении российского посольства в Бухаресте.